# Kościół św. Andrzeja Apostoła w Przodkowie
Kościół Świętego Andrzeja Apostoła – rzymskokatolicki kościół parafialny należący do parafii pod tym samym wezwaniem (dekanat Kartuzy diecezji pelplińskiej).
Jest to neogotycka świątynia wzniesiona w latach 1874–78 z kamiennych ciosów. Posiada strzelistą wieżę nakrytą hełmem ozdobionym wimpergami, w wyposażeniu późnogotycka rzeźba Madonny. W dniu 25 września 1910 roku kościół i ołtarze zostały konsekrowane przez księdza biskupa Jakuba Klundera. Na przełomie stycznia i lutego 1945 roku w świątyni nocowali więźniowie z „Marszu śmierci” obozu Stutthof. W dniu 25 września 2010 roku obchodzono stulecie konsekracji kościoła. Ksiądz biskup Jan Bernard Szlaga konsekrował w tym czasie nowy ołtarz. W latach 1931, 1970, 2010 świątynia była remontowana i malowana.